# Rebecca Creskoff
Rebecca Creskoff (Filadelfia, Pensilvania, 1 de febrero de 1971) es una actriz estadounidense. Ella ha aparecido como estrella invitada en una serie de series de televisión como Navy, Ley y Orden, Law & Order: Special Victims Unit, The West Wing, West Wing, Mad Men, Hannah Montana, entre otros. Así como papeles recurrentes en The Practice, Girlfriends y Hung.
Ella también coprotagonizó las comedias Greetings from Tucson y Quintuples , ambos de los cuales terminó después de una temporada. En la actualidad tiene un papel recurrente en la comedia de Disney Channel JONAS.